# 反捕食者适应
反捕食者适应或简称反捕适应（英語：Anti-predator adaptations）指在生物在演化过程中出的機制，通過身體的特殊構造或本能來保護自己，够让被捕食者在被捕食时更好地逃脱，這對動物個體及群體的生存十分重要。动物演化出了各式各样的反捕食者适应，如不被捕食者发现、规避攻击、回击、逃脱等。
为了不让天敌发现，被捕食者演化出了伪装、拟态、骤变选择、土栖、夜行等防御机制。此外，有的猎物还会利用化学物质、毒液、围攻等方式回击。也有的动物演化出了自割，能在被捕捉后逃脱。例如刺蝟會豎起尖銳的硬毛把敵人嚇退；蜜蜂會利用尾部的毒刺抵抗敵人；羚羊能以極高的速度奔跑，逃避追捕；變色龍則會因應環境的改變而轉換身體的顏色，使敵人難以察覺。

## 參閲
- 追求掠奪（英语：Pursuit predation）